# Viola de cocho
La viola de cocho es un instrumento de cuerda folclórico de Brasil. Típica de los Estados de Mato Grosso y Mato Grosso do Sul, se caracteriza por poseer cinco órdenes de cuerdas simples, un número reducido de trastes, y generalmente no contar con un agujero de sonido.
Se utiliza como acompañamiento a dos géneros musicales tradicionales matogrosenses; el cururu y el siriri, el primero de carácter secular y el segundo religioso.

## Características y construcción
La viola de cocho procede de una familia de cordófonos descendientes de la vihuela española, al igual que la viola caipira. Su corto tamaño y ausencia de orificio acústico evidencian la influencia en construcción de los cordófonos ibércos de los siglos X a XII.
Su fabricación es eminentemente artesanal. El cuerpo del instrumento se talla a partir de un único bloque de madera maciza, que se cubre con una lámina delgada de madera. Sus cuerdas suelen estar hechas de tripa o simplemente de caña de pescar. Algunas veces se incluye un agujero de sonido. Emite un sonido profundo y hueco, más percusivo que armónico. Una vez terminado el instrumento, suele no aplicársele barniz.

### Historia reciente
Durante la década de 1980, el Instituto Nacional de Propiedad Industrial (INPI) recibió una solicitud de una persona natural para el registro de la marca "viola de cocho", causando conmoción en parte de la población pantanera que comenzó a presionar a los organismos públicos para no acceder a dicho registro. Se les unieron grupos de artesanos, músicos de viola de cocho y grupos de cururu y siriri de Mato Grosso y Mato Grosso do Sul. El INPI degenó la solicitud, y seguidamente, el Instituto do Patrimonio Histórico e Artístico Nacional (IPHAN) pidió a Roberto Correa y Elizabeth Travassos realizar un trabajo investigativo acerca del instrumento. En 1988 el Centro Nacional de Cultura y Folclor Popular organizó una exposición cultural y etnográfica sobre la viola de cocho y sus estilos musicales. Desde entonces, se ha experimentado una revalorización del instrumento que ha permitido el reconocimiento de su proceso de fabricación como integrante del patrimonio cultural de Brasil desde 2004.

## Afinación
La viola de cocho tiene cinco órdenes de cuerdas simples, llamadas prima, contra, corda do meio, canotio y resposta. Puede ser afinada de modo canotio solto (Re, La, Mi, Re, Sol) o canotio preso (Re, La, Mi, Do, Sol).

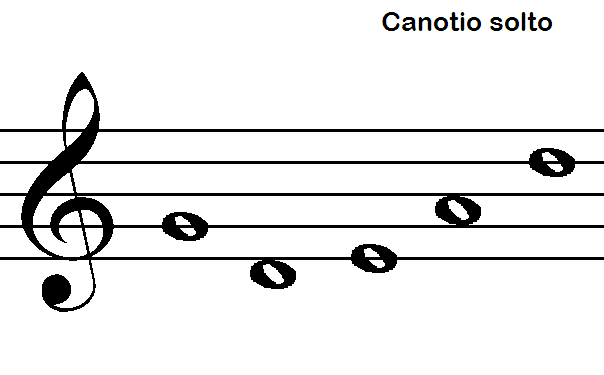
Canotio Solto
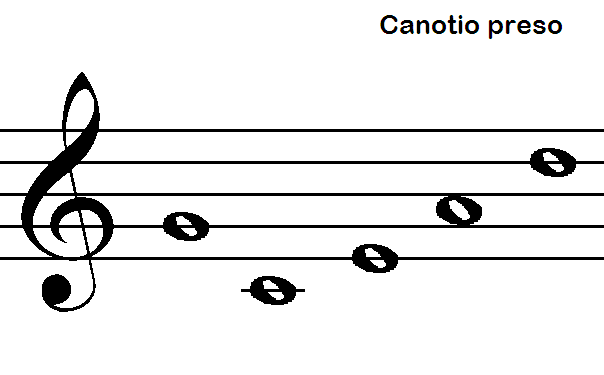
Canotio Preso